# Archiv Ministerstva zahraničních věcí České republiky
Archiv Ministerstva zahraničních věcí České republiky (Archiv MZV, případně AMZV) je specializovaný archiv zřízený Ministerstvem zahraničních věcí (v současnosti jako oddělení odboru administrativy a zpracování informací). 

## Historie

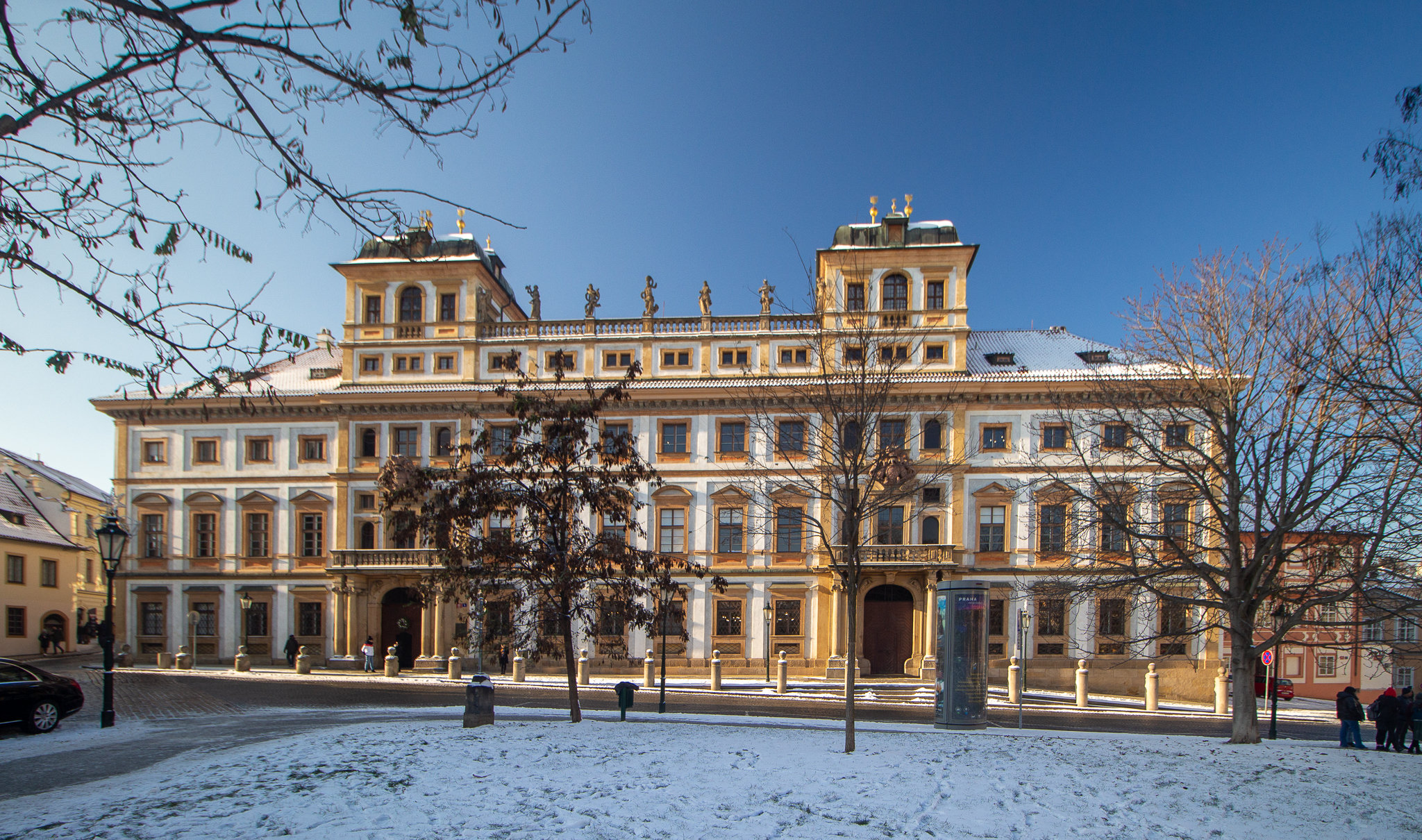
Toskánský palác, dřívější sídlo archivu

Byl založen roku 1921, nejprve se sídlem v Toskánském paláci, od roku 1934 až dodnes sídlí v Černínském paláci. Oproti většině ostatních veřejných českých archivů má poněkud přísnější pravidla pro bádání (je nutno žádat o povolení předem).
Archiv v současnosti dohlíží nad spisovou službou ministerstva, ale též například českých zastupitelských úřadů (starší produkci, případně rušené potom přebírá a spravuje). V rámci Fondu mezinárodních smluv spravuje originály dvoustranných smluv a ověřené kopie vícestranných smluv, dále Pařížský a Londýnský archiv (tedy písemnou produkci exilových vlád). V době první republiky také pod správou archivu fungoval Ruský zahraniční historický archiv.

## Ředitelé a vedoucí
Řediteli a vedoucími byli například Jan Opočenský (první, do roku 1935), PhDr. Jaroslav Papoušek (1937–1938), Bohuslav Lázňovský (1938–1939), Emil Schieche (správce archivu pod pravomocí říšského protektora, 1939-1940), Karel Kazbunda (1946–1948), Jan Pešek (po r. 1948–?), Štěpán Gilar, Helena Balounová.